# Srednji Bučumet
Srednji Bučumet (cyr. Средњи Бучумет) – wieś w Serbii, w okręgu jablanickim, w gminie Medveđa. W 2011 roku liczyła 150 mieszkańców.